# Meenakshi Lekhi
Meenakshi Lekhi (Nueva Delhi, 30 de abril de 1967) es una abogada y parlamentaria india en el Lok Sabha de la circunscripción de Nueva Delhi. Es la portavoz nacional del Partido Bharatiya Janata y abogada de la Corte Suprema de la India. Meenakshi Lekhi ganó el distrito electoral parlamentario de Nueva Delhi con más de 4.5 lakh de votos como candidata del Bharatiya Janata en las elecciones de 2014. Además de numerosos artículos en revistas, publicaciones y periódicos sobre temas sociales, participa en varios programas de televisión sobre asuntos de importancia nacional e internacional. Lekhi escribe "Forthwrite", una columna quincenal en la revista The Week.
Meenakshi Lekhi representó a los medios en la corte para revocar la prohibición de la cobertura de los medios de los procedimientos del caso. Tuvo éxito en este esfuerzo. Asumió el caso de la comisión permanente de mujeres en las fuerzas armadas indias en el Tribunal Supremo. Meenakshi Lekhi también fue la abogada de la víctima en el caso de violación del hospital Shanti Mukund.